# Shlomo Aronson

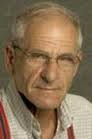
Shlomo Aronson

Schlomo Aronson (hebräisch שלמה אהרונסון; * 13. Oktober 1936 in Tel Aviv; † 21. Februar 2020 in Kfar Saba) war ein israelischer Historiker.

## Leben und Arbeit
Aronson wurde 1936 als zweiter Sohn des Ingenieurs Yaakov Aronson und seiner Ehefrau Bella geboren. Er besuchte die Volksschule in Tel Aviv und das humanistische Gymnasium Tichon Hadash, wo er im August 1954 die Reifeprüfung ablegte.
Nach einem zweijährigen Wehrdienst in der israelischen Armee begann Aronson 1956 mit dem Studium der Geschichte und Politik an der Hebräischen Universität in Jerusalem. 1959 legte er das Staatsexamen ab. Es folgten ein dreijähriges Vertiefungsstudium der Allgemeinen Geschichte und der Jüdischen Zeitgeschichte als Postgraduierter. Während dieses Studiums heiratete Aronson Dalia Garti. Aus der Ehe gingen ein Sohn und eine Tochter hervor. Außerdem trat er zu dieser Zeit als Nachrichtenredakteur in die Dienste des Staatlichen Israelischen Rundfunks.
In den Jahren 1960 bis 1961 berichtete Aronson als Rundfunkreporter vom Eichmann-Prozess in Jerusalem. Beeinflusst durch dieses Erlebnis entschloss er sich, in die Bundesrepublik Deutschland zu reisen, um die damals noch weitgehend im Dunkeln liegende Frühgeschichte der Gestapo und des SD zu erforschen. Nach dem Besuch eines Deutschkurses und der Absolvierung eines weiteren Semesters an der Universität München ging Aronson im März 1963 an die Freie Universität Berlin, wo er von 1963 bis 1966 an seiner Dissertation arbeitete, die sich mit Reinhard Heydrich und den Anfängen des SD und der Gestapo befasste.
Während seines Aufenthalts in Deutschland arbeitete Aronson außerdem als Korrespondent des Staatlichen Israelischen Rundfunks in der Bundesrepublik und als Kommentator für die Haaretz, Tel Aviv.
Ab 1966 lehrte Aronson als Dozent an der Hebräischen Universität in Jerusalem.

## Schriften
- Die Motive Stauffenbergs, 1962
- Reinhard Heydrich und die Frühgeschichte von Gestapo und SD. DVA, Stuttgart 1971, ISBN 3-421-01569-4 (Dissertation FU Berlin, Philosophische Fakultät, 1966, 339 Seiten).
- Beginnings of the Gestapo System. The Bavarian Model in 1933, 1969
- Israel’s Nuclear Options, 1977
- Conflict & Bargaining in the Middle East. An Israeli Perspective, 1978
- Sadat’s Initiative and Israel’s Response, 1978
- Die Dreifache Falle. Hitlers Judenpolitik, die Alliierten und die Juden, DVA, Stuttgart 1984, DNB 11182326, aus Vierteljahrshefte für Zeitgeschichte, Jahrgang 32, Nr. 1 (Januar 1984)
- The Politics and Strategy of Nuclear Weapons in the Middle East, 1992
- Making Peace with the Land, 1998
- Israel’s Nuclear Programme, the Six Day War and its Ramifications, 1999
- Hitler, the Allies, and the Jews. Cambridge University Press, Cambridge 2004,  ISBN 0-521-83877-0.